# Lithofoon

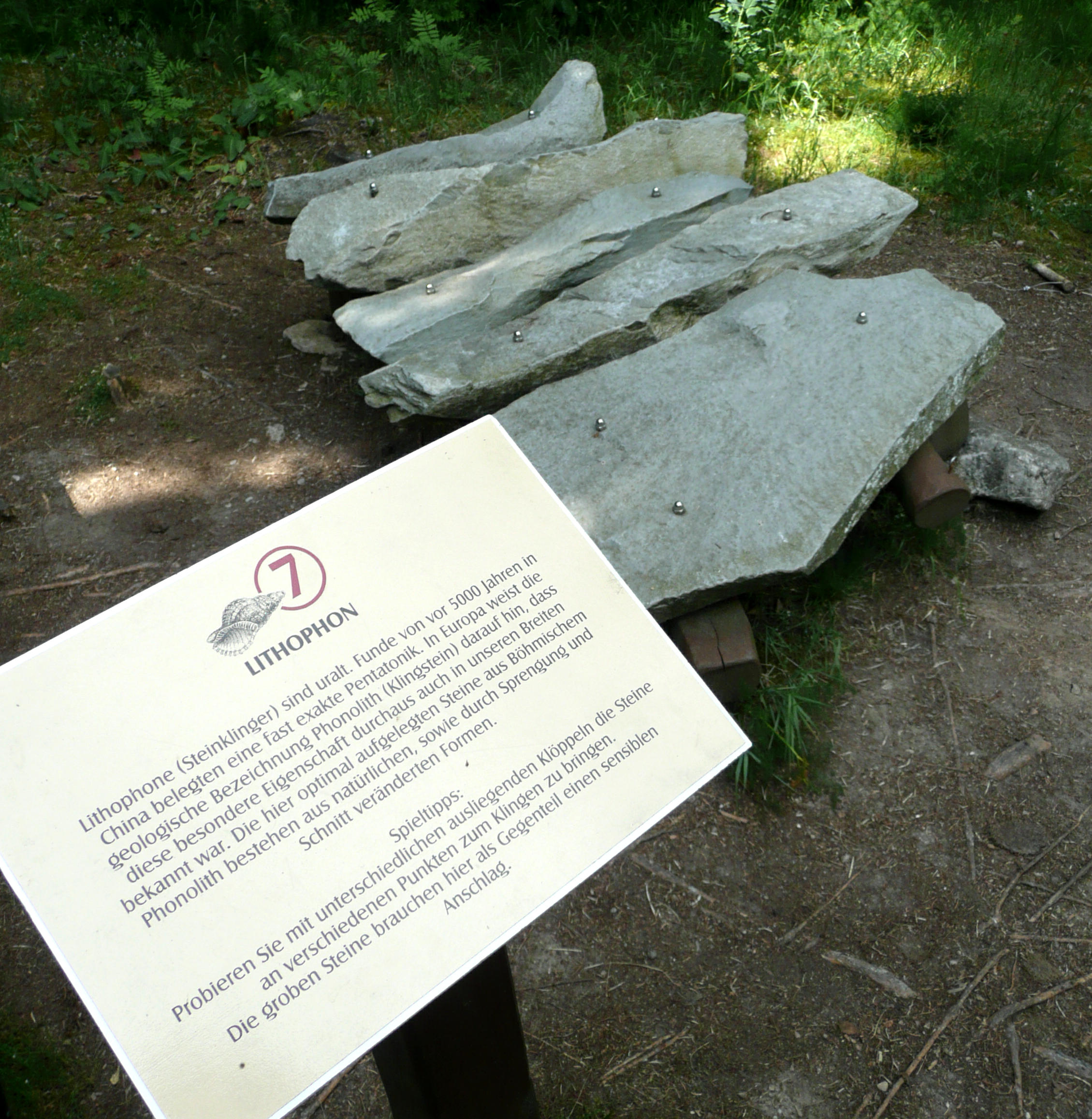
Een lithofoon gemaakt van fonoliet in de botanische tuin te Schellerhau

Een lithofoon (Grieks: lithos = steen; phōnē = klank) is een muziekinstrument dat bestaat uit één of meer stukken steen die een klank geven als men erop slaat. Het is een percussie-instrument. De stenen kunnen ophangen of, evenals bij de xylofoon, op een klanktafel liggen.